# Morto che cammina
Morto che cammina è un romanzo scritto nel 2018 dallo scrittore scozzese Irvine Welsh, seguito di Porno del 2002 e di Trainspotting del 1993,  tradotto in italiano da Guanda nel 2019.

## Trama
Il romanzo riprende i personaggi del capostipite Trainspotting ed è ambientato nel 2015-2016, circa quindici anni dopo le vicende narrate in Porno e, quindi, a quasi un quarto di secolo dal debutto letterario dei quattro protagonisti, ormai uomini maturi prossimi alla cinquantina.
Il precedente romanzo si era chiuso con Mark Renton che aveva truffato ancora una volta Sick Boy, stavolta in un affare riguardante la distribuzione di un film porno che i due amici avevano girato a Edimburgo: Renton, con la complicità di Nikki, che della pellicola era stata la protagonista, e Dianne, sua vecchia fiamma rincontrata per caso perché, da studentessa in psicologia, divideva l'appartamento proprio con Nikki, 
si era infatti impossessato della copia master del film con l'intenzione di incassarne i proventi.
Le due ragazze, però, hanno a loro volta beffato Renton involandosi con il grosso del malloppo: Mark è dunque tornato a vivere ad Amsterdam con Kathrin, da cui ha avuto un figlio di nome Alex, autistico. 
Incapaci di relazionarsi con Alex, la coppia si allontana definitivamente: Kathrin si è sposata con un architetto, Mark ha sistemato Alex, ormai adolescente, in una struttura sanitaria specializzata e si divide tra la capitale olandese e Los Angeles per il suo lavoro di agente di alcuni DJ.
Renton continua a far uso di droghe, cocaina, sonniferi e stimolanti soprattutto, sia per far compagnia ai suoi assistiti che per combattere gli effetti dei continui jet lag, ed è terrorizzato dall'idea di ritrovare sulla sua strada Francis Begbie, che quasi quindici anni prima era finito in coma investito da un'automobile mentre attraversava la strada per aggredire proprio Mark.
Il suo incubo si materializza a bordo di un volo tra Londra e Los Angeles: poco prima della partenza Mark si trova in corridoio faccia a faccia con Begbie, che però è un uomo completamente cambiato. 
Dopo essersi ripreso dall'incidente e mentre subiva un'ulteriore carcerazione, infatti, ha incontrato Melanie, giovane e avvenente californiana che lavorava nelle prigioni per un'iniziativa sociale. 
Grazie a lei, che ha sposato una volta tornato in libertà e con cui vive a Santa Monica con le loro due bambine, Begbie ha sconfitto la dislessia, ha scoperto una passione e un talento per l'arte e ora è un affermato pittore e scultore con il nome d'arte di Jim Francis.
È diventato totalmente astemio e tutta la sua brutale aggressività sembra essersi completamente dissolta, infatti si comporta cordialmente con Renton e i due ricominciano a frequentarsi civilmente in California. 
Harry, un poliziotto di Los Angeles sospeso dal servizio ed ex fidanzato di Melanie, di cui è ancora innamorato e con la quale si comporta da stalker, è però convinto che Begbie sia ancora un violento psicopatico e sospetta abbia ucciso due delinquenti di mezza tacca in California.
Sick Boy vive invece a Londra dove gestisce un'agenzia di escort di alto bordo chiamata Colleagues (il target dell'agenzia sono infatti gli uomini d'affari e Simon predilige l'ingaggio di ragazze laureate in economia per offrire brillanti conversazioni ai suoi clienti), vede con una certa frequenza il figlio Ben, ormai più che ventenne, e torna a Edimburgo solo per vedere la madre e le sorelle nelle feste comandate.
Proprio durante il Natale 2015 uno dei suoi scherzi goliardici al cognato Euan, di professione podoiatra, provoca la fuga di quest'ultimo dalla famiglia e porta Sick Boy stesso ad essere taglieggiato dal laido criminale Victor Syme, che ha allargato il suo giro d'affari dalle saune/bordello al traffico di organi, business in cui ha coinvolto, come corriere, anche Spud, sempre più malandato e in miseria: da tempo abbandonato da Allison e dal loro figlio Andy, che ha intrapreso una brillante carriera da avvocato a Manchester, sopravvive tra lavori occasionali ed elemosine con l'unica compagnia di un cagnolino che ha chiamato Toto in onore all'omonimo gruppo musicale.
La volontà di Renton di rimborsare economicamente Sick Boy e Begbie per i vecchi torti e quella di Francis di creare un'opera d'arte ispirata al loro legame e intitolata Capocce di Leith porta il quartetto a vivere un'ultima avventura tutti insieme: uno di loro, infatti, è un morto che cammina e perderà presto la vita.

## Collegamenti con altre opere
Il titolo originale, Dead men's trousers, si riferisce a un paio di jeans di Billy Renton, il fratello maggiore di Mark, un volontario nell'esercito britannico che in Trainspotting muore in un attentato terroristico nell'Irlanda del Nord: la sparizione dei pantaloni, che erano stesi ad asciugare, aveva causato uno scoppio di rabbia e disperazione da parte della madre dei Renton. In questo romanzo si scopre che i jeans erano stati rubati da Spud, all'epoca specialista di furti in appartamenti e negozi: Spud li restituisce infine con molte scuse a Mark, che lo perdona.
Anche in questo romanzo Irvine Welsh si diverte poi a far interagire personaggi che sono stati protagonisti o comprimari di altre sue opere.
Due dei quattro protagonisti di Colla sono infatti presenti con un ruolo di un certo rilievo in Morto che cammina: Carl Ewart è uno dei DJ rappresentati da Renton, che cerca di rilanciarne carriera e immagine dopo il fiasco a Hollywood come compositore di musiche da film, mentre Gas Terry Lawson, già presente anche in Porno e in seguito protagonista di Godetevi la corsa, è ovviamente il taxista di fiducia del gruppo di amici a Edimburgo.
Compaiono in un cameo anche i fratelli Birrell, Billy e Rab, a loro volta presenti in Colla, di cui Billy era uno dei quattro protagonisti,  Porno (il solo Rab) e Godetevi la corsa, mentre Klaus, un promotore di locali dance di Berlino, parlando con Carl Ewart dichiara di essere stato presente al folle party a Monaco di Baviera narrato in Colla e di ricordare l'arrampicata sul tetto di Andy Galloway, il quarto protagonista di quel romanzo: Carl rende sbrigativamente edotto Klaus che Andy, non citato nemmeno per nome, si è suicidato poco dopo quella notte bavarese.
I quattro protagonisti ricordano spesso vecchi amici morti e che erano stati personaggi secondari di Trainspotting come Matty, Tommy, Seeker e Johnny Swan "Swanney", detto anche "Madre Superiora", il cui decesso, a differenza degli altri, non era stato narrato nel precedente romanzo.
In un breve passo compare anche Rab “Secondo Premio” McLaughlin, ex promessa del calcio divenuto alcolizzato dopo il mancato decollo della carriera sportiva e infine diventato astemio e fervente religioso: era stato un personaggio secondario di rilievo in Trainspotting (aveva partecipato all'affare finale dell'eroina concluso con la truffa di Renton, che ha dei debiti anche nei suoi confronti) ed era presente marginalmente anche in Porno. In quest'ultimo romanzo, a differenza che nei due precedenti, il soprannome non è tradotto ma viene lasciato l'originale Second Prize.
Spud, rivedendo Begbie a Edimburgo dopo molto tempo, ricorda che il loro precedente incontro era stato, tristemente, in occasione del funerale del figlio di Francis: in Porno si parlava di due figli avuti da Begbie dalla ex compagna, in Morto che cammina non si specifica se il ragazzo defunto sia il maggiore o il minore né si cita in alcun modo l'altro figlio sopravvissuto.
Victor Syme, il perfido boss criminale che da adolescente era soprannominato Il Ricchione, era presente anche in Porno, come titolare della sauna in cui lavorava Nikki, e in Godetevi la corsa: in quel romanzo Syme fuggiva in Spagna per evitare problemi con la giustizia e costringeva Gas Terry Lawson, che era stato suo compagno di scuola, a tenere d'occhio il suo tirapiedi Kelvin.
Mickey Forrester, personaggio secondario di Trainspotting in cui era stato, ad un certo punto, un rivale in amore di Renton, ricompare in questo romanzo come sedicente "socio" proprio di Victor Syme, di cui è in realtà null'altro che il nuovo factotum e tirapiedi.
Infine, quando Renton decide di mandare il suo DJ di punta, l'olandese Conrad, in arte Technonerd, a dimagrire, lo invia a Miami Beach da una personal trainer di nome Lucy: si tratta ovviamente di Lucy Patty Brennan, l'energica coprotagonista de La vita sessuale delle gemelle siamesi.

## Edizioni
- Irvine Welsh, Morto che cammina, Guanda, 2018,  p. 432, ISBN 978-88-235-2442-2.